# Meridiano 112 oeste
El meridiano 112 oeste de Greenwich es una línea de longitud que se extiende desde el Polo Norte atravesando el Océano Ártico, América del Norte, el Océano Pacífico, el Océano Antártico y la Antártida hasta el Polo Sur.
El meridiano 112 oeste forma un gran círculo con el meridiano 68 este.
Comenzando en el Polo Norte y dirigiéndose hacia el Polo Sur, el meridiano 112 oeste pasa a través de:
| Coordenadas                         | País, territorio o mar | Notas                                                                                 |
| ----------------------------------- | ---------------------- | ------------------------------------------------------------------------------------- |
| 90°0′N 112°0′O / 90.000, -112.000   | Océano Ártico          |                                                                                       |
| 78°33′N 112°0′O / 78.550, -112.000  | Canadá                 | Territorios del Noroeste - Isla Borden                                                |
| 78°21′N 112°0′O / 78.350, -112.000  | Wilkins Strait         |                                                                                       |
| 78°2′N 112°0′O / 78.033, -112.000   | Canadá                 | Territorios del Noroeste - Isla Mackenzie King                                        |
| 77°20′N 112°0′O / 77.333, -112.000  | Unnamed waterbody      |                                                                                       |
| 76°0′N 112°0′O / 76.000, -112.000   | Canadá                 | Territorios del Noroeste - Isla Melville                                              |
| 75°9′N 112°0′O / 75.150, -112.000   | Liddon Gulf            |                                                                                       |
| 75°1′N 112°0′O / 75.017, -112.000   | Canadá                 | Territorios del Noroeste - Isla Melville                                              |
| 74°28′N 112°0′O / 74.467, -112.000  | Canal de Parry         | Viscount Melville Sound                                                               |
| 72°53′N 112°0′O / 72.883, -112.000  | Canadá                 | Territorios del Noroeste - Isla Victoria Nunavut - Isla Victoria                      |
| 68°31′N 112°0′O / 68.517, -112.000  | Golfo de la Coronación |                                                                                       |
| 68°14′N 112°0′O / 68.233, -112.000  | Canadá                 | Nunavut - Duke of York Archipelago                                                    |
| 68°10′N 112°0′O / 68.167, -112.000  | Golfo de la Coronación |                                                                                       |
| 67°45′N 112°0′O / 67.750, -112.000  | Canadá                 | Nunavut Territorios del Noroeste - pasando a través del Gran Lago del Esclavo Alberta |
| 49°0′N 112°0′O / 49.000, -112.000   | Estados Unidos         | Montana Idaho Utah Arizona - pasando a través de Phoenix                              |
| 31°37′N 112°0′O / 31.617, -112.000  | México                 | Sonora                                                                                |
| 28°51′N 112°0′O / 28.850, -112.000  | Golfo de California    |                                                                                       |
| 27°6′N 112°0′O / 27.100, -112.000   | México                 | Baja California Sur                                                                   |
| 24°44′N 112°0′O / 24.733, -112.000  | Bahía de Magdalena     |                                                                                       |
| 24°32′N 112°0′O / 24.533, -112.000  | México                 | Baja California Sur - Isla Santa Margarita                                            |
| 24°31′N 112°0′O / 24.517, -112.000  | Océano Pacífico        | Pasa justo al este de la Isla Roca Partida, Archipiélago de Revillagigedo, México     |
| 60°0′S 112°0′O / -60.000, -112.000  | Océano Antártico       |                                                                                       |
| 74°10′S 112°0′O / -74.167, -112.000 | Antártida              | Territorio no reclamado                                                               |